# اعتماد

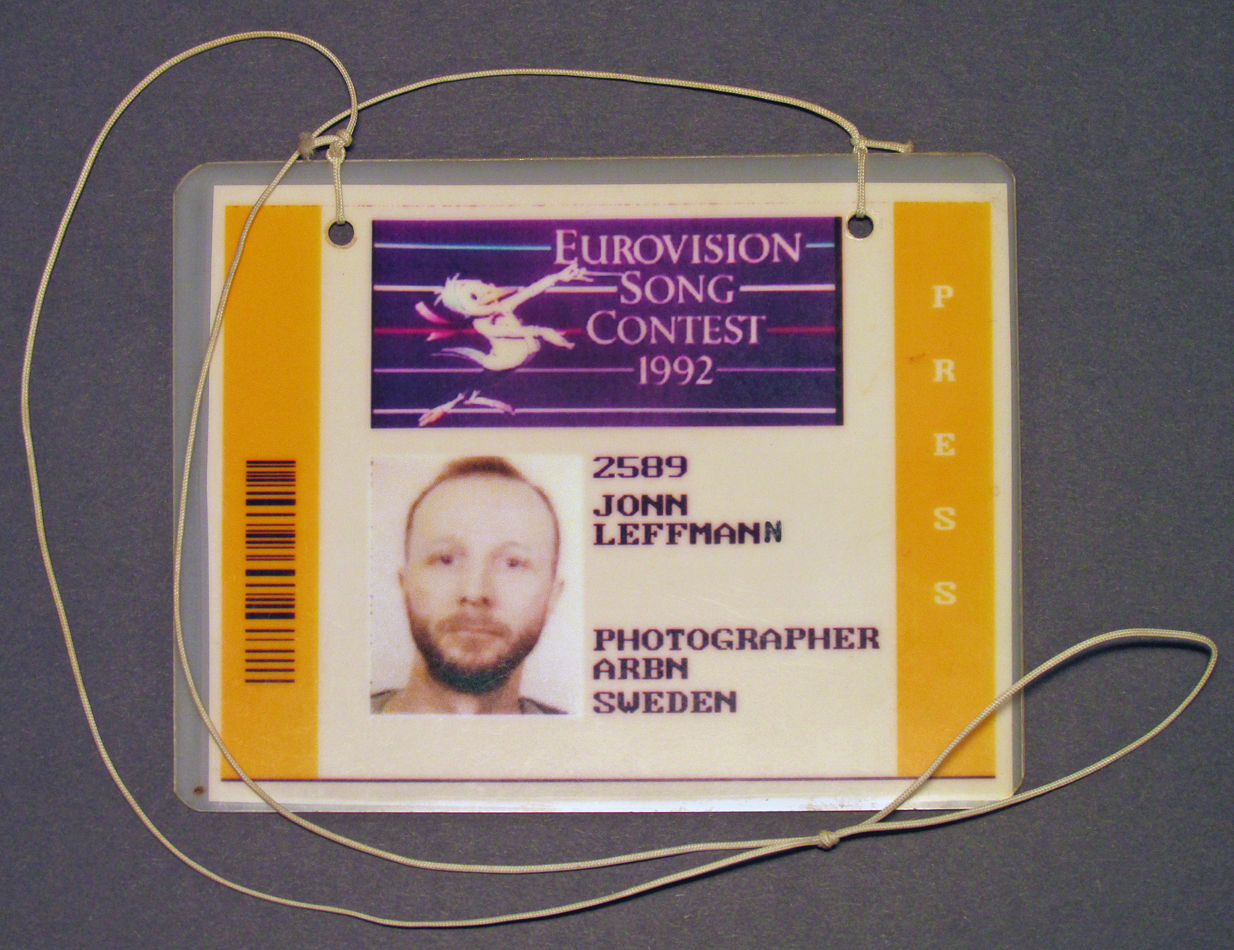

الاعتماد هو إجراء تقوم به سلطة مخوّلة بمنح الاعتراف الرسمي بأن هيئة أو شخص ما كفؤ ومؤهل لأن يقوم بمهمة محددة. واعتماد المختبرات هو اعتراف رسمي يحصل عليه المختبر بأنه كفؤ لأن يمارس نشاط الفحص أو المعايرة لكن في مجال محدد، وبناءً عليه يمكن القول بأن أركان الاعتماد ما يلي:
1)) مجال فحص أو معايرة محدد
2)) اعتراف رسمي من قبل سلطة مخولة وحيادية
3)) كفاءة المختبر
عملية الاعتماد هي إجراءات شفافة وغير تمييزية ويمكن لأي مختبر يوفي بمتطلبات الاعتماد الحصول عليه مهما كان مجال الفحص أو المعايرة وسواء كان المختبر يتبع لمؤسسة إنتاجية تقوم بفحص نوعية الإنتاج(طرف أول) أو مؤسسة تقوم بفحص ما تشتريه (طرف ثاني) أو مختبر مستقل (طرف ثالث).
ولعله من الضروري التمييز بين الاعتماد Accreditation والمصادقة Certification، المصادقة تعني الالتزام بمقياس أو مواصفة كما هو الحال عند تنفيذ المواصفة ISO 9001:2008 والتي يتم فيها استخدام مدققين للتاكد من الالتزام بما هو مطلوب بالمواصفة وليس هنالك مجال محدد وتتعامل مع نظام الإدارة في المؤسسة في حين نجد أن الاعتماد عبارة عن «تقييم» فني للمعرفة والمهارات والأشخاص ويتم استخدام المقيمين الفنيين لمشاهدة والحكم على طريقة أداء الفحص أو المعايرة.

## مجالات تتضمن عملية اعتماد
تستخدم عمليات الاعتماد على نحوٍ واسع في عدة حقول، منها:
- مستثمر معتمد
- معتمد في العلاقات العامة
- مسجل معتمد
- إنشاء
  - TrustMark
- اعتمادية دبلوماسية
- اعتمادية تعليمية
  - اعتمادية تعليم عال
  - اعتمادية التعليم قبل العالي
- اعتمادية مرسل البريد الإلكتروني
- سلامة الغذاء
  - مبادرة سلامة الغذاء العالمية
- الرعاية الصحية
  - لجنة الاعتمادية للرعاية الصحية
  - اعتمادية الرعاية الصحية الدولية
  - اعتماد مستشفى
  - اللجان المشتركة
- ضمان المعلومات
- شهادة احتراف
- هندسة أنظمة
- الترجمة والترجمة الفورية